# Ducati MHR
La Ducati MHR (acronimo di Mike Hailwood Replica) è un modello di motocicletta prodotto dalla casa motociclistica bolognese Ducati dal 1979 al 1986.

## Contesto
La moto fu presentata al Salone di Londra 1979, giusto un anno dopo la vittoria di Mike Hailwood al Tourist Trophy (categoria TT F1) in sella a una 900 SS elaborata dalla NCR, battendo a sorpresa le potenti spécial di produzione giapponese. La "MHR" riprende dal mezzo vittorioso sul Mountain Circuit la colorazione bianco-rosso-verde, ovvero i colori della Castrol, storico sponsor del pilota britannico.
La meccanica, invece, è derivata da quella della 900 SS: un bicilindrico a V di 863,9 cm³ monoalbero coppie coniche con distribuzione desmodromica da 72 CV, alimentato da due carburatori Dell'Orto PHM 40, con cambio a cinque rapporti.
Per quanto riguarda la componentistica, sono stati utilizzati prodotti di elevata qualità: strumentazioni Nippo Denso (poi riproposta sulla Darmah) sospensioni Marzocchi, freni (due dischi davanti e uno dietro) Brembo, cerchi in lega Speedline, scarichi Silentium.
Dopo una prima serie limitata a 300 esemplari, nel 1980 arrivò una seconda versione, dotata di un nuovo serbatoio più capiente (da 24 litri anziché da 18), carena in due parti e cerchi in magnesio FPS. Nel 1981 fu presentata la seconda serie della MHR, restilizzata (ora vi sono due fianchetti a coprire la batteria) e con varie modifiche al motore (nuove sedi delle valvole e nuovi innesti del cambio). Il 1983 vide l'introduzione dell'avviamento elettrico, una nuova frizione a secco con comando idraulico e un nuovo telaio, più lungo, alto e pesante, preso dalla 900 S2.
Nel 1984 fu presentata la MHR Mille, il cui motore era stato maggiorato a 973 cm³, con solo qualche modifica meccanica rispetto alla vecchia "900". In seguito al cambio di gestione in Ducati (passata dalle mani dell'EFIM a quelle della Cagiva), si decise di puntare tutto sulla nuova 750 F1, facendo uscire di scena la MHR nel 1986, dopo 7.169 esemplari (6.058 "900" e 1.111 "Mille")